# Meterginus obscurus
Meterginus obscurus is een hooiwagen uit de familie Cosmetidae.